# Victor Spinei
Victor Spinei (n. 26 octombrie 1943, Lozova, România) este un academician român, istoric, arheolog, membru corespondent (2001-2015), membru titular (din 5 iulie 2015) și vicepreședinte, din 27 noiembrie 2015, al Academiei Române (reales la 20 aprilie 2018).
De asemenea, Victor Spinei este Membru de onoare al Academiei de Științe a Moldovei și Profesor Emeritus al Facultății de Istorie din cadrul Universității „Alexandru Ioan Cuza” din Iași. Între anii 2003 și 2011 a fost director al Institutului de Arheologie din Iași.

## Lucrări selectate

### Monografii

#### În română
- Moldova în secolele XI-XIV, Editura Științifică și Enciclopedică, București, 1982.
- Realități etnice și politice în Moldova Meridională în secolele X-XIII. Români și turanici, Editura Junimea, Iași, 1985.
- Marile migrații din estul și sud-estul Europei în secolele IX-XIII, Editura Institutului European, Iași, 1999.

#### În engleză
- Moldavia in the 11th-14th Centuries, Editura Academiei Române, București, 1986.
- The Great Migrations in the East and South East of Europe from the Ninth to the Thirteenth Century, first edition: Institutul Cultural Român, Cluj-Napoca, 2003, ISBN 9789738589452; ediția a 2-a: Hakkert Publisher, Amsterdam, 2006, ISBN 90-256-1207-5 (volumul 1) și ISBN 90-256-1214-8 (volumul 2).
- The Romanians and the Turkic Nomads North of the Danube Delta from the Tenth to the Mid-Thirteenth Century, Brill, Leiden–Boston, 2009, ISBN 978-90-04-17536-5.

#### În franceză
- Les Princes Martyrs Boris et Gleb. Iconographie et Canonisation, Archaeopress, Oxford, 2011, ISBN 978-1-4073-0902-6.
- Mongolii și românii în sinteza de istorie ecleziastică a lui Tholomeus din Lucca /  Les Mongols et les Roumains dans la synthèse d’histoire ecclesiastique de Tholomeus de Lucca, Editura Universității „Al. I. Cuza”, Iași, 2012, ISBN 978-973-703-737-4.

## Distincții primite
- Ordinul Național "Steaua României" în grad de Cavaler, 1 decembrie 2017[7]